# Gonçalves da Câmara

Brasão de armas de Câmara

Brasão de armas de Câmara

Os Gonçalves da Câmara são uma família de origem madeirense que desde o século XV até à extinção do regime das donatarias manteve o lugar hereditário de capitão do donatário na ilha de São Miguel, Açores.
Esta família recebeu o título de Condes de Vila Franca (1583), substituído pelo de Condes da Ribeira Grande (1662), quando o 3.º conde de Vila Franca foi condenado por sodomia a prisão perpétua e confisco dos seus bens.
Os Gonçalves da Câmara são descendentes directos de João Gonçalves Zarco, um dos pioneiros do povoamento da Madeira.

## As origens
A 4 de Julho de 1460, o rei D. Afonso V concedeu a João Gonçalves Zarco, um dos povoadores iniciais da ilha da Madeira e aí primeiro capitão do donatário, o título de cavaleiro da Casa Real, com direito a brasão, e mudou o seu nome para João Gonçalves da Câmara de Lobos, numa alusão ao nome do local onde tomara assento. Contudo, o nome de família "Gonçalves da Câmara de Lobos" não durou como tal. Os filhos de Zarco usaram variantes tais como  "Gonçalves da Câmara" ou "Rodrigues da Câmara", sendo "Rodrigues" (filho de Rui ou Rodrigo) o patronímico derivado da descendência de seu filho Rui Gonçalves da Câmara.
Enquanto João Gonçalves Zarco se instalou na sua capitania, o primeiro capitão do donatário dos Açores, frei Gonçalo Velho, nunca chegou a residir nas ilhas. Foi sucedido, nas ilhas de Santa Maria e de São Miguel, então escassamente povoadas, por seu sobrinho João Soares de Albergaria, o qual se fixou na primeira. Contudo, por volta de 1473-1474, face à doença de sua esposa, deslocou-se para a Madeira à procura de melhores condições de vida. Aí foi recebido pela família de João Gonçalves da Câmara, que havia sucedido a seu pai na capitania madeirense.
Dessa estadia na Madeira resultou a decisão de vender a capitania da ilha de São Miguel, que detinha em conjunto com a de Santa Maria, a Rui Gonçalves da Câmara, irmão do capitão madeirense, que já antes tinha manifestado interesse em descobrir e povoar novas terras (tinha obtido alvará real para tal no ano anterior). A venda terá rendido dois mil cruzados em dinheiro de contado e quatro mil arrobas de açúcar.
Por carta de 10 de Março de 1474, a Infanta D. Beatriz, como curadora do donatário, o Infante D. Diogo, Duque de Viseu, seu filho menor, confirmou a venda e fixou, naquele que é o primeiro regime jurídico conhecido para a administração das ilhas açorianas, as regras a seguir no governo da capitania.
A partir deste ano de 1474 o cargo de capitão do donatário da capitania da ilha São Miguel ficou a cargo da família Gonçalves da Câmara.

## Os capitães do donatário da família Gonçalves da Câmara
A partir da confirmação da capitania feita a Rui Gonçalves da Câmara, a família passou a exercer o cargo, mantendo, ao contrário do que aconteceu noutras ilhas (a Terceira foi dividida em duas capitanias), indiviso o seu domínio sobre a maior ilha do arquipélago, a de São Miguel. A sucessão de capitães do donatário até à elevação da família à dignidade de conde foi a seguinte:
- Rui Gonçalves da Câmara — Confirmado na capitania por carta de 10 de Março de 1474, foi o 3.º capitão do donatário na ilha São Miguel e o 1.º da família Gonçalves da Câmara. Exerceu as funções até ao seu falecimento, em Vila Franca do Campo, a 27 de Novembro de 1497. Nos seus 21 anos de mandato a ilha povoou-se consideravelmente e as povoações principais receberam foral de vila;
- João Rodrigues da Câmara — Sucedeu a seu pai na capitania, sendo o seu 4.º capitão do donatário. Era casado com D. Inês da Câmara, dama ao serviço da Infanta D. Beatriz, e tinha bom relacionamento na corte portuguesa. Prosseguiu a política de atracção de povoadores para as ilhas. Faleceu precocemente em Lisboa no ano de 1502, deixando a viúva na ilha de São Miguel com quatro filhos menores. O filho primogénito estava e Lisboa a completar a sua educação, e o filho segundo era noviço em Alcobaça, o que mostra o crescente entrosamento da família com a corte portuguesa. O governo da capitania foi assumido interinamente (até 1504) por Pedro Rodrigues da Câmara, irmão do capitão falecido. Em 1503, o rei D. Manuel I nomeou um corregedor para os Açores, com competências judiciais, fiscais e de inspecção sobre as autarquias, acabando assim com o poder quase absoluto dos capitães do donatário;
- Rui Gonçalves da Câmara — Atingida a maioridade (1504), sucedeu a seu pai na capitania, como 5.º capitão do donatário, o filho primogénito que se encontrava na corte. Era casado com D. Filipa Coutinho, da família dos condes de Marialva. Pouco depois do novo capitão chegar a São Miguel, a sua mãe e irmãos desaparecem no mar durante uma viagem para Lisboa (o navio perdeu-se sem deixar rasto). A presença do corregedor, novo cargo criado no ano anterior à sua posse, veio desencadear um grave conflito de competências, envolvendo o capitão, o contador da fazenda real e o ouvidor eclesiástico, tendo-se este último arrogado competências que excediam em muito a tutela sobre o clero, já que conhecia de matérias civis e se considerava isento de obediência às restantes autoridades. Este conflito, e outros mais, chegaram ao conhecimento real, tendo o rei chamado o capitão à corte para que se explicasse (1510), despachando-o depois para as praças do Norte de África. Julgado o caso, foi o capitão destituído, ficando em grave situação financeira. A questão só foi resolvida, 5 anos depois, pelo empenho de D. Jorge de Melo, monteiro-mor, que em troca da promessa de casamento do filho primogénito do capitão com uma sua filha, moveu influências junto do rei. Por carta régia de 22 de Agosto de 1515 foi o capitão reconduzido, regressando a São Miguel. A situação económica da capitania estava em franco progresso quando, a 22 de Outubro de 1522, um forte terramoto destruiu boa parte das povoações da ilha. Vila Franca do Campo, a capital da ilha, foi soterrada, nela perecendo o filho primogénito e a maior parte da família do capitão. Por estar na Lagoa, o capitão, a esposa e um seu filho sobreviveram. Ao terramoto seguiu-se a peste, causando devastação geral na ilha. Morto o filho primogénito, cabia agora ao filho sobrevivente, Manuel da Câmara, cumprir a promessa de casamento feita pelo pai a D. Joana de Melo, filha do monteiro-mor. Ora a ideia não agradava o moço, tendo este aproveitado um galeão, que estava preparado para o levar a Lisboa, para fugir para a Madeira e, dali, para o Norte de África. O pai mandou-o buscar, mas só por intimação do rei foi obrigado a comparecer na corte, sendo aí obrigado a casar. O capitão, com graves problemas financeiros e desgostos pessoais, faleceu em Ponta Delgada a 20 de Outubro de 1535;
- Manuel da Câmara — Foi o 6.º capitão do donatário. Depois de obrigado a casar em Lisboa, ao receber notícia da morte do pai, parte para São Miguel (1535), deixando a esposa na Corte. Permanece na ilha até 1540, regressando nesse ano a Lisboa, de onde parte novamente para o Norte de África. Ali distingue-se em combate com os mouros, sendo feito prisioneiro. Depois de 2 anos de cativeiro, pagou o seu próprio resgate, regressando a Lisboa e sendo compensado com o aumento dos seus privilégios na capitania. Permaneceu na corte até 1552, ano em que, face à ameaça constante dos corsários franceses, as câmaras da ilha exigem a presença do capitão. Por ordem do rei, parte para São Miguel, onde permanece até 1554, procedendo a trabalhos de fortificação (é da época o início da construção do Castelo de São Brás, em Ponta Delgada). Na sequência das erupções vulcânicas de 1563, volta a São Miguel em 1565, ali permanecendo até 1573. Ao regressar, deixa no governo da capitania o seu filho Rui Gonçalves da Câmara, o qual pouco depois também parte para Lisboa com o fim de acompanhar o rei D. Sebastião na sua fatídica expedição a África, onde não chega a participar. Permanecendo o capitão em Lisboa, o filho é obrigado, novamente por ordem real, a regressar a São Miguel em 1576. O capitão falece em Lisboa a 13 de Março de 1578;
- Rui Gonçalves da Câmara — Foi o 7.º capitão do donatário e o 1.º Conde de Vila Franca. Falecido seu pai, e feitas em Ponta Delgada exéquias quase reais, o novo capitão parte para Lisboa. Ao chegar à corte recebe a notícia do desastre de Alcácer Quibir, ocorrido a 4 de Agosto de 1578, e da perda do rei. Desencadeada a crise, o capitão pretende permanecer na corte. Contudo, recebe ordem do cardeal-rei D. Henrique de Portugal para partir para a sua capitania, embarcando-se em Setembro de 1579. Mas, percorridas algumas léguas, resolve regressar a Lisboa, alegando problemas de saúde da esposa, obtendo permissão real para adiar a viagem até Abril seguinte. Morto o rei, (a 31 de Janeiro de 1580), Rui Gonçalves da Câmara consegue mais uma vez evitar a vinda para os Açores. Desencadeada a crise sucessória, o capitão permanece em Lisboa, tomando o partido de Filipe II de Espanha.  Enquanto na Terceira e nas outras ilhas o Prior do Crato é entusiasticamente aclamado, em São Miguel a aclamação é feita tibiamente, sendo clara a inclinação da nobreza a favor do pretendente castelhano. A vinda para os Açores (1582) do rei D. António I altera temporariamente esta situação, mas a derrota que as forças luso-francesas comandadas por Filippo Strozzi sofrem na Batalha Naval de Vila Franca, no dia 26 de Julho de 1582, coloca São Miguel definitivamente na posse de Filipe II.  Por ordem real, o capitão do donatário Rui Gonçalves da Câmara embarca na esquadra castelhana encarregada de proceder à ocupação dos Açores, que zarpou de Lisboa a 23 de Junho de 1583, não sem que antes, por carta régia de 17 de Junho de 1583, fosse feito conde de Vila Franca em prémio da sua colaboração com o partido filipino.

## Os condes de Vila Franca
A partir da elevação à dignidade de conde de Vila Franca, só por uma vida, e da sua vinda para São Miguel com a armada que vinha proceder à conquista da Terceira, o 7.º capitão do donatário reiniciou a sua governação da capitania, fixando-se agora na cidade de Ponta Delgada e mantendo estreita colaboração com as forças de ocupação castelhanas. Para melhor se compreender a evolução da família, retoma-se o resumo cronológico dos acontecimentos e da sucessão na capitania:
- D. Rui Gonçalves da Câmara — Continuando o seu governo como 7.º capitão do donatário, o agora 1.º Conde de Vila Franca, teve um envolvimento profundo na preparação da defesa da ilha no período conturbado que se seguiu à queda da Terceira.  Depois de 5 anos de ausência, a 7 de Julho de 1583, o novel conde desembarcava em  Vila Franca do Campo, sendo recebido com as devidas honras. Contudo, a sua ligação a Castela e a recente elevação a conde não o faziam popular entre o povo: a câmara de Vila Franca foi ao ponto de opor embargos à concessão do título, alegando que violava os seus antigos privilégios. Os embargos foram rejeitados, mas demonstram o sentimento entre o povo. Reassumindo as suas funções, instalou-se em Ponta Delgada, dedicando o seu tempo à defesa da ilha. De facto, no período em que esteve em São Miguel a ilha foi ameaçada por Francis Drake e por múltiplos corsários ingleses e franceses. A  12 de Agosto de 1590 partiu para Lisboa, deixando como ouvidor na ilha Gonçalo Vaz Coutinho. Durante o governo de Coutinho, a ilha voltou a ser atacada, desta vez pela esquadra do Conde de Essex, que desembarcou em vários pontos e causou grandes danos. Em 1598 o capitão reassume as suas funções, falecendo por volta de  1601.
- D. Manuel da Câmara — Foi o 8.º capitão do donatário e, por mercê do rei Filipe II de Espanha, 2.º Conde de Vila Franca. Falecido o seu pai, por carta régia de 25 de Outubro de 1601 , é concedido o título de 2.º conde de Vila Franca a D. Manuel da Câmara, seu filho primogénito, que assume a capitania. Era casado com D. Leonor de Vilhena, filha de D. Fradique Henriques, mordomo-mor de el-rei. O novo capitão viveu boa parte da sua vida na capitania, tendo esta durante o seu mandato sofrido notável progresso. O maior sobressalto ocorreu em 1516 quando a ilha de Santa Maria foi tomada por piratas argelinos, Vila do Porto totalmente saqueada e boa parte dos seus habitantes vendidos como escravos no Norte de África (o episódio deu origem à Confraria dos Escravos da Cadainha, ainda hoje existente naquela ilha).  Faleceu em 1619.
- D. Rodrigo da Câmara — 9.º capitão do donatário e 3.º Conde de Vila Franca, nasceu em 1594, tendo 25 anos à data da morte de seu pai. Destinado à carreira das armas,  partira em 1612 para Ceuta, onde permaneceu cerca de dois anos. Regressado a Portugal, casou com D. Maria de Faro, filha do Conde de Vimioso e neta de D. Francisco de Faro, sobrinho de Filipe II de Espanha. Passou a frequentar a corte de Madrid, acompanhando os reis em diversas deslocações em Espanha, e fazendo uma vida de grande luxo. Tinha veador, secretário, camareiros, copeiros, escudeiros, pajens, lacaios e escudeiros. Por ordem real, em 1624 estabeleceu-se com toda esta corte em Ponta Delgada, mas falecendo-lhe a esposa regressou à corte em 1626. Voltou a casar a 1 de Junho de 1628 com D. Maria Coutinho, filha do Conde da Vidigueira e dama da rainha, tendo como padrinhos os reis de Espanha, assistindo toda a corte. O rei concede-lhe o título de Conde de Vila Franca para ele e seus descendentes, já anteriormente o era só por uma vida. Fixando-se em Lisboa, em 1629 nasce-lhe uma filha e em 1630 o filho primogénito D. Manuel Luís. Nesse ano vai para Ponta Delgada, deixando a família em Lisboa. Coordenou o socorro e a reconstrução na sequência da grande erupção das Furnas de Setembro de 1630. Por esta altura começam a surgir rumores que apontam o conde como bissexual, já que, para além de ser surpreendido na cela de uma freira do convento da Esperança, era sabido que mantinha relacionamento homossexual com os seus pajens e escudeiros. Havendo denúncia para a corte de Madrid, partiu para aquela cidade, onde a grande custo se livrou. Devido ao escândalo, apenas regressou a São Miguel em 1639 e mesmo assim por imposição real. Regressado a São Miguel[desambiguação necessária], regressam os escândalos, com rumores de sodomia e relacionamento com freiras. Estava o conde em São Miguel quando se dá a Restauração, recebendo notícia da aclamação de D. João IV em meados de Janeiro de 1641. Assumindo uma posição dúbia, só acede a aclamar o novo rei quando ele já estava seguro no trono e já só o Castelo do Monte Brasil resistia. Então, perante uma carta régia de 6 de Abril de 1641, a ele pessoalmente dirigida, que lhe ordenava a aclamação, acede. Assegurado que seria bem recebido na corte, parte para Lisboa em Agosto de 1642. Passou a fazer vida na corte, foi provedor da Santa Casa da Misericórdia de Lisboa (1644) e em 1646 comandou uma companhia no Alentejo durante a Guerra da Restauração. Ao longo deste tempo manteve a sua homossexualidade, criando um rasto de escândalos que só a sua alta jerarquia lhe permitia abafar. Em 1648 regressou a Ponta Delgada, instalando-se no paço com o seu habitual estadão. Entre o pessoal estavam vários pajens, com idades compreendidas entre os 13 e os 24 anos, que dormiam alternadamente num quarto adjacente ao do seu senhor, supostamente velando pelo seu sono. Tendo adoecido, aparentemente com uma hemiplegia, regressa a Lisboa em 1650.  No ano seguinte, a 4 de Maio de 1651, acontece o inevitável: Lucas Leite Pereira, que tinha sido seu pajem, apresenta nova queixa à Inquisição, a qual, perante o escândalo público, se vê obrigada a iniciar um processo contra o poderoso conde.

## Processo da Inquisição contra o 3.º Conde de Vila Franca, condenação e confisco
Recebida a queixa de sodomia no dia 5 de Maio de 1651, logo no dia 9 seguinte reuniu o Conselho Geral do Santo Ofício para deliberar sobre a matéria, já que o acusado estava entre os aristocratas mais poderosos do tempo. Face à gravidade da acusação, o Conselho resolveu mandar prender o acusado, não sem antes dar disso parte a el-rei. O rei, informado da matéria pelo próprio Inquisidor Geral, e certamente conhecedor dos rumores que há muito circulavam, encarregou o conde de Catanhede, primo do acusado, de o avisar e de o aconselhar e ajudar a abandonar quanto antes o Reino.
O conde mandou preparar um navio, mas, aparentemente iludido sobre a gravidade da situação, não se embarcou de imediato por estar doente, antes enviando um pedido ao Santo Ofício para confessar na sua residência. Tal seria possível se aquela fosse a primeira acusação. Contudo, talvez sem o conhecimento do conde, já existiam acusações semelhantes deste antes de 1620, tornando aceder ao pedido de confissão.
Perante a recusa de receber a confissão, o embarque do conde foi aprazado para a noite de 26 de Maio, tendo como destino a França. Contudo, depois de toda a demora, a 25 de Maio foi preso em sua casa e conduzido aos cárceres do Santo Ofício. O rei ainda tentou interferir, pedindo a sua transferência para uma das torres reais, mas a Inquisição recusou, alegando que tal violava os seus breves e leis.
À acusação feita a 5 de Maio juntaram-se mais cinco, que haviam permanecido secretas nos arquivos do Santo Ofício. O processo foi sendo meticulosamente organizado, e as testemunhas foram sendo ouvidas, confirmando as práticas homossexuais do conde. Entre os inquiridos estão vários pajens, que admitem ter mantido relacionamento sexual com o conde, descrevendo minuciosamente as práticas, e o próprio filho que admite uma relação incestuosa. O conde confessa, confirmando todos os casos e incluindo muitos outros. Pelos autos, com cópia conservada na Biblioteca Pública e Arquivo Regional de Ponta Delgada, vê-se que o conde tinha mantido relacionamento sexual com freiras de vários conventos de Ponta Delgada, Vila Franca do Campo e Ribeira Grande, para além de um grande número de jovens, incluindo o filho e uma filha.
Face às provas e à confissão, o conde é condenado por sodomia, sendo a sentença lida a 20 de Dezembro de 1652. A pena foi o cárcere perpétuo e a perda para a coroa dos bens, incluindo a capitania das ilhas.
A esposa e os seus influentes parentes bem que tentaram a comutação da pena, tendo apenas conseguido que o encarceramento fosse num convento e não nos cárceres do Santo Ofício. É escolhido o convento do Cabo de São Vicente, para onde o conde é transferido em 1658. Com a saúde muito arruinada, morre miseravelmente a 30 de Abril de 1662.
O processo é em extremo explícito quanto às práticas sexuais da época, sendo um documento muito interessante sobre a forma como a homossexualidade e a bissexualidade eram praticadas e vistas no século XVII. Estando completa a cópia existente nos Açores, bem merecia edição.

## Concessão do título de Conde da Ribeira Grande
Com a morte no cárcere do 3.º conde de Vila Franca, a condessa sua esposa, aproveitando as relações da sua família, os condes da Vidigueira, descendentes directos de Vasco da Gama, com a família real, procurou recuperar os bens confiscados e as honras perdidas. Assim, requer a D. Afonso VI, que então reinava, a restituição da capitania e dos rendimentos confiscados. O rei por carta régia de 15 de Setembro de 1662, concede ao seu filho primogénito, D. Manuel Luís Baltazar da Câmara, o título de ‘’’Conde da Ribeira Grande’’’, para si e seus descendentes, e pouco depois, a 28 do mesmo mês, restitui-lhe todos os bens confiscados ao pai, incluindo a capitania. Estava assim restaurada a família no governo das ilhas.

### Governo dos Condes da Ribeira Grande
- D. Manuel Luís Baltazar da Câmara — Filho do último Conde de Vila Franca, 10.º capitão do donatário e 1.º Conde da Ribeira Grande. Nascido em Lisboa no ano de 1630, tinha 21 anos quando teve de testemunhar contra seu pai perante a Inquisição. Envolvido profundamente no processo daquele, com quem terá mantido relações incestuosas, e atravessando um período extremamente difícil da vida pessoal e familiar face à desonra que caiu sobre si e a família e ao confisco dos seus bens, D. Manuel Luís não casou, mantendo-se com sua mãe até à morte do pai no convento onde se encontrava encarcerado. Morto o 3.º Conde de Vila Franca, concedido o título de Conde da Ribeira Grande e recuperada a capitania, com 33 anos de idade, casou com D. Maria de Mendonça, filha dos condes de Miranda, partindo de seguida para a ilha de São Miguel. Depois de mais de 3 anos de permanência em São Miguel, sem ter filhos, a esposa fez um voto ao Divino Espírito Santo, na forma tradicional nos Açores, nascendo pouco depois, a 5 de Maio de 1665, um filho varão. Agradecido, o conde instituiu uma irmandade, tendo o menino coroado com menos de um ano de idade. Alguns anos depois regressou o conde e sua família a Lisboa. Faleceu naquela cidade a 29 de Dezembro de 1673, com apenas 44 anos de idade, considerado há muito em estado de insanidade mental. Deixou o filho com apenas 8 anos de idade.
- D. José Rodrigo da Câmara — 11.º capitão do donatário e 2.º Conde da Ribeira Grande.  Apesar de nascido nos Açores, foi este titular educado em Lisboa. Tendo-lhe falecido o pai aos 8 anos de idade, ficou o governo da capitania entregue a ouvidores que respondiam perante sua mãe e tutora. Aos 19 anos casou em Paris, por procuração, com a princesa Constância Emília de Rohan, filha dos príncipes de Soubisse , tendo como padrinhos os reis de França. Este capitão pouco tempo passou na sua capitania. Terá estado em São Miguel de 1691 a 1693 e depois por volta de 1701. A única iniciativa conhecida foi a montagem de uma fábrica têxtil na Ribeira Grande (de lanifícios), que terá fundado em conjunto com o seu filho primogénito D. Luís Manuel, que então residia em Paris, onde contratou pessoal especializado (um contramestre e 52 operários franceses) para ali trabalharem.  Faleceu em Lisboa no ano de 1724, um ano depois da morte do seu filho primogénito.
- D. Luís Manuel da Câmara — 12.º capitão do donatário e 3.º Conde da Ribeira Grande.  Nascido em Lisboa no ano de 1685, foi educado na corte, seguindo a carreira das armas. Tendo participado na defesa de Campo Maior, o rei nomeou-o um dos plenipotenciários que assinaram o Tratado de Utrecht de 1713. O rei concedeu-lhe o título de 3.º conde da Ribeira Grande ainda em vida de seu pai. Viveu durante 7 anos em França, numa vida de grande ostentação, privando com a alta nobreza gaulesa. Casou em 1711 com D. Leonor Teresa de Ataíde. Regressou a Portugal em 1720, falecendo, ainda em vida de seu pai, no ano de 1723. Não chegou a herdar a capitania, a qual passou directamente para o seu filho primogénito, o 4.º Conde da Ribeira Grande.
- D. José da Câmara Teles — 13.º capitão do donatário e 4.º Conde da Ribeira Grande. Nascido em Lisboa em 1712, foi educado em Paris, onde os pais viveram alguns anos, casando em 1728 com D. Margarida Lorena e Távora, de quem teve dois filhos, um filho, que faleceu muito jovem, e uma filha. Capitão do donatário desde 1724, ano em que morreu o seu avô, como nunca quis visitar voluntariamente a sua capitania, o rei, a requerimento das câmaras de São Miguel, por alvará de 8 de Março de 1740, ordenou-lhe que viesse para São Miguel. Encontrou a sua casa muito depauperada pelas despesas feitas por seu pai em França. Viveu em Ponta Delgada até 1752, dedicando-se à administração da fábrica têxtil fundada por seu avô na Ribeira Grande.  Faleceu em Lisboa em 1757, com apenas 45 anos de idade;
- D. Joana Tomásia da Câmara, herdeira do título da capitania, casada com D. Guido Augusto da Câmara, seu tio, 14.º e último capitão do donatário e 5.º Conde da Ribeira Grande. Não tendo o 4.º Conde da Ribeira Grande filho varão sobrevivo, a sucessão na capitania recaiu sobre a sua filha D. Joana Tomásia da Câmara, a qual casou com o seu tio D. Guido Augusto da Câmara, a quem o rei concedeu o título de 5.º Conde da Ribeira Grande. Foi o último capitão do donatário na ilha de São Miguel, iniciando funções em 1757, já que a 2 de Agosto de 1766, o cargo foi extinto. Nunca residiu na sua capitania. Sendo o 5.º Conde da Ribeira Grande filho de uma senhora da Casa dos Távora, foi encarcerado aquando do processo judicial por tentativa de regicídio movido contra aquela família, tendo falecido na prisão da Junqueira em 1770. A esposa apenas soube da sua morte em 1777, quando os presos daquele processo foram libertados.

## A extinção das capitanias pelo Decreto de 2 de Agosto de 1766
Por iniciativa do Marquês de Pombal, o rei D. José I assina, a 2 de Setembro de 1766, um Decreto que procede à criação da Capitania Geral dos Açores, com sede em Angra, cabendo ao capitão-general toda a administração civil, judicial e militar do arquipélago. Por esse mesmo Decreto eram extintas as capitanias, terminando, depois de mais de 300 anos de história, o poder dos capitães do donatário.